# تبادل یونی

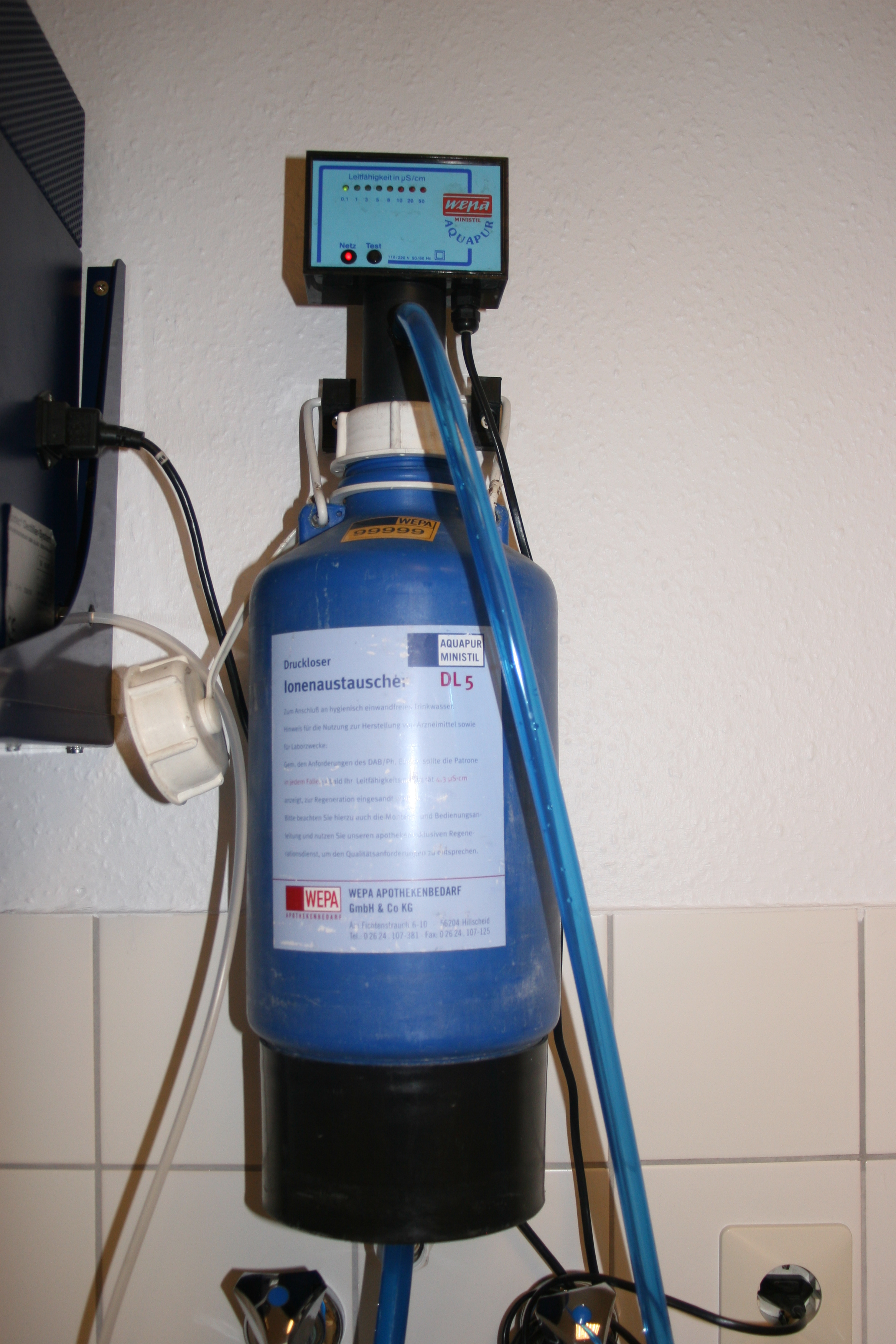
تبادل‌کننده یونی

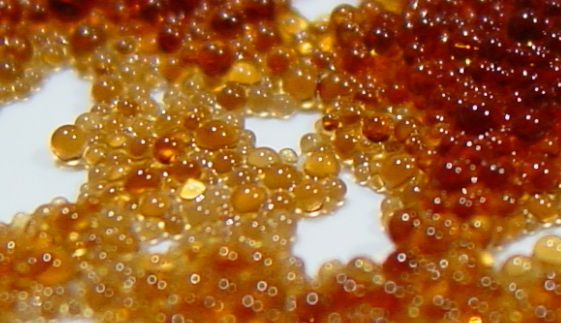
تبادل‌کننده یونی دانه‌های رزین

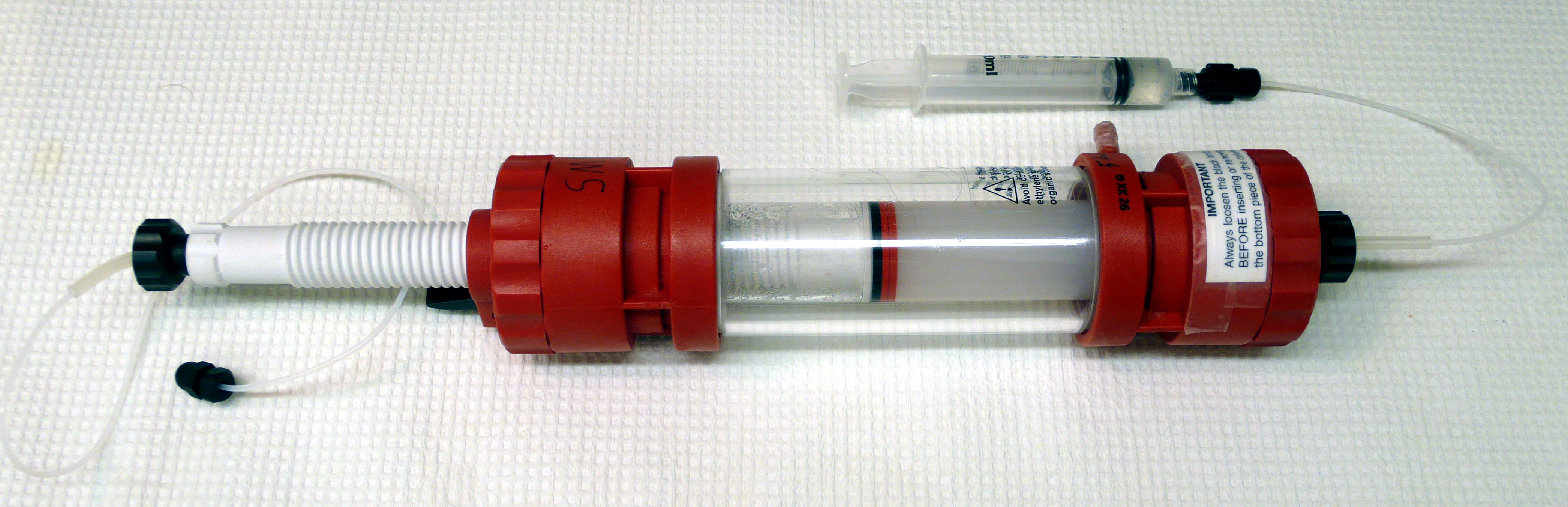
ستون تبادل یونی، برای تصفیه پروتئین استفاده می‌شود.

تبادل یونی تبادل یون‌ها بین دو الکترولیت یا بین یک محلول الکترولیت و یک ترکیب است. در بیشتر موارد این اصطلاح به فرایندهای تصفیه، جداسازی و ضدعفونی محلول‌های آبی و دیگر محلول‌های حاوی یون با پلیمر جامد یا کانی مبدل یون گفته می‌شود.
تبادل‌کننده‌های معمولی یونی رزین‌های تبادل‌کننده یون، زئولیت، مونتموریونیت، رس وگیاخاک هستند.

## فرایند تبادل یون چیست؟
تبادل یونی که یکی از اشکال پدیده جذب سطحی است، فرایندی ست که در آن یون‌های معینی در مواد جامد و غیر محلول با یون‌های گوناگون موجود در یک محلول، جایگزین می‌شوند.
در این فرایند محور اصلی واکنش، تبادل یون است. اما چه یونی و چگونه؟
در این فرایند، یون غیرمطلوب از آب، توسط یک ماده تبادلگر یون (که می‌تواند رزین‌های متخلخل یا بعضی از نانومواد باشد) با یونی دلخواه تبادل می‌شود.